# Cotoneaster harrovianus
Cotoneaster harrovianus är en rosväxtart som beskrevs av Ernest Henry Wilson. Cotoneaster harrovianus ingår i släktet oxbär, och familjen rosväxter. Inga underarter finns listade i Catalogue of Life.